# الحبل القفوي
الحبل القفوي (بالإنجليزية: Nuchal Cord) هو حالة تحدث عندما يلتف الحبل السري حول رقبة الجنين 360 درجة، وهي ليست ظاهرة شائعة، معدل انتشارها يبلغ بدايةً من 6% وحتى 37%، حوالي نصف حالات الحبل القفوي يتم حلها والسيطرة عليها قبل الولادة.

## التصنيف
- الحبل القفوي من «النوع أ» يلتف حول الرقبة 360 درجة.
- الحبل القفوي من «النوع ب» وهو نمط يوصَف كعقدة لا يمكن حلها وينتهي به الأمر كعقدة حقيقية.[1]

## التشخيص
في عام 1962 قام الطبيب جيفري سيلوين كراوفورد من مجلس البحوث البريطاني بتعريف الحبل القفوي على أنه الحبل السري عندما يلتف حول رقبة الجنين 360 درجة، حتى يومنا هذا تختلف الدراسات القائمة على الملاحظة في الآراء وذلك بسبب النتائج الضعيفة.
أول تشخيص لالتفاف الحبل حول الرقبة كان عام 1982 باستخدام الموجات فوق الصوتية. تلك اللفات تحدث في حوالي 25% من الحالات ولا تسبب ضرراً، ولكن في بعض الأحيان تصبح ضيقة جداً لدرجة أنها تسبب انقباض الأوعية السرية التي تمد الجنين بالأكسجين فينتج عن ذلك نقص للأكسجين المغذي للجنين.

## معرض صور

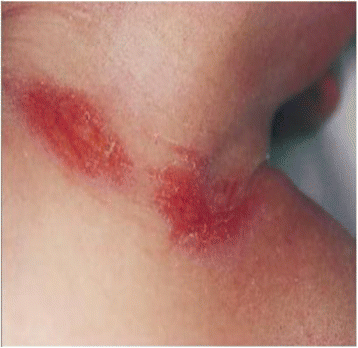
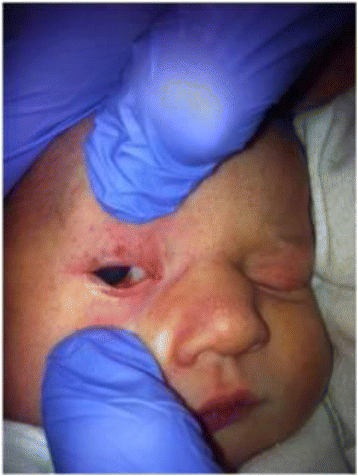
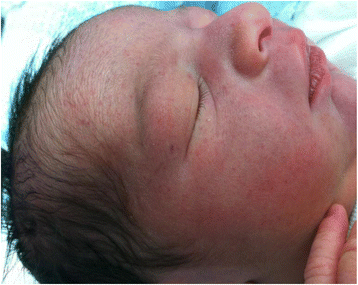
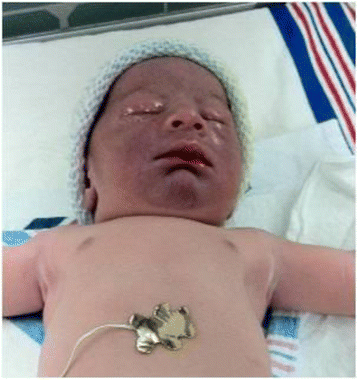